# 9 to 5 (Dolly Parton-låt)
9 to 5 är en sång skriven av Dolly Parton till filmen "9 till 5" och ursprungligen inspelad av henne på albumet "9 to 5 and Odd Jobs". Den släpptes på singel i november 1980 och toppade Billboards countrylista och Billboard Hot 100 i januari respektive februari 1981. Den placerade sig också på 78:e plats på det amerikanska filminstitutets "100 years, 100 songs", och blev för en tid signaturmelodi för kontorsarbetare (White-collar worker) i USA.
1981 spelade Kikki Danielsson in en cover på sången på sitt album Just Like a Woman , och den har blivit en av hennes mest berömda countryinspelningar. Låten spelades också in av den svenska punkrockgruppen Millencolin och låg på deras samlingsalbum The Melancholy Collection 1999.
Sesame Street gjorde en utbildningsversion av sången som hette "Counting 1 to 5".
En svenskspråkig version, "9 till 5", spelades in av Lena Maria Gårdenäs och släpptes på singel 1981. , och låg på Svensktoppen i en vecka samma år.  Samma version sjöngs samma år även in av Kerstin Forslund.

## Listplaceringar
| Lista (1980-1981)                           | Topplacering |
| ------------------------------------------- | ------------ |
| Kanada RPM Country Tracks                   | 1            |
| Kanada RPM Top Singles                      | 1            |
| Nederländerna                               | 15           |
| Nya Zeeland                                 | 9            |
| Storbritannien                              | 47           |
| Sverige                                     | 6            |
| USA (Billboard Hot Country Singles)         | 1            |
| USA Billboard Hot 100                       | 1            |
| USA Billboard Hot Adult Contemporary Tracks | 1            |
| Västtyskland                                | 46           |
| Österrike                                   | 5            |